# Copa del Emperador 2003
La 83.ª Copa del Emperador (第83回天皇杯全日本サッカー選手権大会 Dai 83-kai Tennōhai Zennihon Sakkā Senshuken Taikai?) fue la edición 2003 de dicha competición de fútbol, la más antigua de Japón. El torneo comenzó el 30 de noviembre de 2003 y terminó el 1 de enero de 2004.
El campeón fue Júbilo Iwata, tras vencer en la final a Cerezo Osaka. De esta manera, el conjunto de la prefectura de Shizuoka volvió a dar la vuelta olímpica luego de veintiún años. Por lo mismo, disputó la Supercopa de Japón 2004 ante Yokohama F. Marinos, ganador de la J. League Division 1 2003, y clasificó a la Liga de Campeones de la AFC 2005.

## Desarrollo
Fue disputada por 80 equipos, y Júbilo Iwata ganó el campeonato.

## Calendario
| Etapa            | Fechas                  | Número de equipos participantes | Observaciones |
| ---------------- | ----------------------- | ------------------------------- | --- |
| Primera ronda    | 30 de noviembre de 2003 | 64 (12+2+2+1+47) → 32           | - 12: clubes de la J2 - 2: clubes cabezas de serie de la JFL - 2: universidades - 1: equipo juvenil - 47: ganadores de copas prefecturales |
| Segunda ronda    | 7 de diciembre de 2003  | 32 → 16                         | - Participación de los ganadores de la Primera ronda                                                                                       |
| Tercera ronda    | 14 de diciembre de 2003 | 32 (16+16) → 16                 | - 16: clubes de la J1 - 16: ganadores de la Segunda ronda                                                                                  |
| Cuarta ronda     | 20 de diciembre de 2003 | 16 → 8                          | - Participación de los ganadores de la Tercera ronda                                                                                       |
| Cuartos de final | 23 de diciembre de 2003 | 8 → 4                           | - Participación de los ganadores de la cuarta ronda                                                                                        |
| Semifinales      | 27 de diciembre de 2003 | 4 → 2                           | - Participación de los ganadores de los cuartos de final                                                                                   |
| Final            | 1 de enero de 2004      | 2 → 1                           | - Participación de los ganadores de las semifinales                                                                                        |

## Equipos participantes

### J. League Division 1
- Vegalta Sendai
- Kashima Antlers
- Urawa Red Diamonds
- JEF United Ichihara
- Kashiwa Reysol
- F.C. Tokyo
- Tokyo Verdy 1969
- Yokohama F. Marinos
- Shimizu S-Pulse
- Júbilo Iwata
- Nagoya Grampus Eight
- Kyoto Purple Sanga
- Gamba Osaka
- Cerezo Osaka
- Vissel Kobe
- Oita Trinita

### J. League Division 2
- Consadole Sapporo
- Montedio Yamagata
- Mito HollyHock
- Omiya Ardija
- Kawasaki Frontale
- Yokohama F.C.
- Shonan Bellmare
- Ventforet Kofu
- Albirex Niigata
- Sanfrecce Hiroshima
- Avispa Fukuoka
- Sagan Tosu

### Japan Football League
- Otsuka Pharmaceutical
- Honda F.C.

### Universidades
- Universidad Komazawa
- Universidad Hannan

### Segundos equipos
- Escuela Secundaria Municipal de Funabashi

### Representantes de las prefecturas
- Maruyasu Industries
- TDK
- Escuela Secundaria Aomori Yamada
- Universidad Juntendō
- Ehime F.C.
- Universidad de Tecnología de Fukui
- Universidad de Educación de Fukuoka
- Northern Peaks Koriyama
- Escuela Secundaria Industrial de Gifu
- Thespa Kusatsu
- Sanfrecce Hiroshima Youth
- Universidad Dōto
- Universidad Kwansei Gakuin
- Universidad de Tsukuba
- Kanazawa S.C.
- Morioka Zebra
- Escuela Secundaria Jinsei Gakuen
- Volca Kagoshima
- Universidad de Tokai
- Universidad de Ritsumeikan
- Universidad de Kōchi
- Alouette Kumamoto
- Universidad de Matsusaka
- Sony Sendai
- Sun Miyazaki F.C.
- Escuela Secundaria Matsushō Gakuen
- Escuela Secundaria de Kunimi
- Universidad de Tenri
- JAPAN Soccer College
- Universidad Nippon Bunri
- Universidad Internacional Kibi
- Okinawa Kariyushi
- Universidad Momoyama Gakuin
- Kyushu Inax
- Honda Luminozo Sayama
- Escuela Secundaria de Yasu
- Iwami F.C.
- Universidad Shizuoka Sangyō
- Tochigi S.C.
- Sagawa Express Tokyo S.C.
- Sanyo Electric Tokushima
- S.C. Tottori
- ALO's Hokuriku
- Kihoku Shūkyū-dan
- Escuela Secundaria Tsuruoka Higashi
- Yamaguchi Teachers Team
- Nirasaki Astros

## Resultados

### Primera ronda
| Equipo 1                                  | Resultado          | Equipo 2                              |
| ----------------------------------------- | ------------------ | ------------------------------------- |
| Sagawa Express Tokyo S.C.                 | 4–0                | Kyushu Inax                           |
| Honda Luminozo Sayama                     | 1–0 (t.s.)         | Universidad Komazawa                  |
| Albirex Niigata                           | 5–0                | Volca Kagoshima                       |
| Universidad de Kōchi                      | 3–1                | Morioka Zebra                         |
| Ventforet Kofu                            | 3–0                | Universidad de Tecnología de Fukui    |
| Universidad Momoyama Gakuin               | 6–1                | Sun Miyazaki F.C.                     |
| Yokohama F.C.                             | 8–1                | Northern Peaks Koriyama               |
| Universidad de Educación de Fukuoka       | 1–1 (t.s.) (6–5 p) | Sony Sendai                           |
| Mito HollyHock                            | 1–0 (t.s.)         | Sanfrecce Hiroshima Youth             |
| S.C. Tottori                              | 1–0                | Universidad Nippon Bunri              |
| Shonan Bellmare                           | 6–1                | Universidad de Tenri                  |
| Ehime F.C.                                | 4–1                | JAPAN Soccer College                  |
| Otsuka Pharmaceutical                     | 5–0                | Iwami F.C.                            |
| TDK                                       | 3–1                | Alouette Kumamoto                     |
| Kawasaki Frontale                         | 2–0                | Universidad Juntendō                  |
| Escuela Secundaria de Kunimi              | 4–0                | Sanyo Electric Tokushima              |
| ALO's Hokuriku                            | 3–2                | Universidad Dōto                      |
| Okinawa Kariyushi                         | 1–0                | Sagan Tosu                            |
| Consadole Sapporo                         | 8–0                | Escuela Secundaria Jinsei Gakuen      |
| Universidad Shizuoka Sangyō               | 4–2                | Escuela Secundaria de Yasu            |
| Montedio Yamagata                         | 4–3 (t.s.)         | Escuela Secundaria Industrial de Gifu |
| Universidad de Ritsumeikan                | 4–1                | Escuela Secundaria Tsuruoka Higashi   |
| Honda F.C.                                | 5–0                | Nirasaki Astros                       |
| Universidad de Tsukuba                    | 5–0                | Escuela Secundaria Matsushō Gakuen    |
| Avispa Fukuoka                            | 7–0                | Universidad de Tokai                  |
| Maruyasu Industries                       | 1–0                | Universidad Internacional Kibi        |
| Omiya Ardija                              | 5–0                | Universidad de Matsusaka              |
| Tochigi S.C.                              | 5–2                | Escuela Secundaria Aomori Yamada      |
| Escuela Secundaria Municipal de Funabashi | 1–0                | Thespa Kusatsu                        |
| Universidad Hannan                        | 2–0                | Kihoku Shūkyū-dan                     |
| Sanfrecce Hiroshima                       | 1–0 (t.s.)         | Universidad Kwansei Gakuin            |
| Kanazawa S.C.                             | 4–1                | Yamaguchi Teachers Team               |

### Segunda ronda
| Equipo 1                                  | Resultado  | Equipo 2                            |
| ----------------------------------------- | ---------- | ----------------------------------- |
| Sagawa Express Tokyo S.C.                 | 2–1 (t.s.) | Honda Luminozo Sayama               |
| Albirex Niigata                           | 2–0        | Universidad de Kōchi                |
| Ventforet Kofu                            | 2–1        | Universidad Momoyama Gakuin         |
| Yokohama F.C.                             | 5–0        | Universidad de Educación de Fukuoka |
| Mito HollyHock                            | 4–1        | S.C. Tottori                        |
| Shonan Bellmare                           | 2–1 (t.s.) | Ehime F.C.                          |
| Otsuka Pharmaceutical                     | 6–0        | TDK                                 |
| Kawasaki Frontale                         | 7–1        | Escuela Secundaria de Kunimi        |
| ALO's Hokuriku                            | 2–1 (t.s.) | Okinawa Kariyushi                   |
| Consadole Sapporo                         | 3–2        | Universidad Shizuoka Sangyō         |
| Montedio Yamagata                         | 6–1        | Universidad de Ritsumeikan          |
| Honda F.C.                                | 2–1        | Universidad de Tsukuba              |
| Avispa Fukuoka                            | 3–0        | Maruyasu Industries                 |
| Omiya Ardija                              | 4–0        | Tochigi S.C.                        |
| Escuela Secundaria Municipal de Funabashi | 1–0        | Universidad Hannan                  |
| Sanfrecce Hiroshima                       | 3–0        | Kanazawa S.C.                       |

### Tercera ronda
| Equipo 1             | Resultado          | Equipo 2                                  |
| -------------------- | ------------------ | ----------------------------------------- |
| Júbilo Iwata         | 2–0                | Sagawa Express Tokyo S.C.                 |
| Albirex Niigata      | 2–1 (t.s.)         | Vegalta Sendai                            |
| Tokyo Verdy 1969     | 2–1                | Ventforet Kofu                            |
| Nagoya Grampus Eight | 1–0                | Yokohama F.C.                             |
| Shimizu S-Pulse      | 2–0                | Mito HollyHock                            |
| Shonan Bellmare      | 2–1 (t.s.)         | Urawa Red Diamonds                        |
| JEF United Ichihara  | 5–0                | Otsuka Pharmaceutical                     |
| Kawasaki Frontale    | 3–0                | Oita Trinita                              |
| Cerezo Osaka         | 4–1                | ALO's Hokuriku                            |
| Gamba Osaka          | 3–1                | Consadole Sapporo                         |
| Vissel Kobe          | 3–0                | Montedio Yamagata                         |
| F.C. Tokyo           | 2–2 (t.s.) (6–5 p) | Honda F.C.                                |
| Kashima Antlers      | 3–2 (t.s.)         | Avispa Fukuoka                            |
| Kashiwa Reysol       | 1–0                | Omiya Ardija                              |
| Yokohama F. Marinos  | 2–2 (t.s.) (4–1 p) | Escuela Secundaria Municipal de Funabashi |
| Sanfrecce Hiroshima  | 2–0                | Kyoto Purple Sanga                        |

### Cuarta ronda
| Equipo 1            | Resultado          | Equipo 2             |
| ------------------- | ------------------ | -------------------- |
| Júbilo Iwata        | 4–0                | Albirex Niigata      |
| Tokyo Verdy 1969    | 1–0                | Nagoya Grampus Eight |
| Shimizu S-Pulse     | 2–1                | Shonan Bellmare      |
| JEF United Ichihara | 5–0                | Kawasaki Frontale    |
| Cerezo Osaka        | 3–2 (t.s.)         | Gamba Osaka          |
| Vissel Kobe         | 2–2 (t.s.) (5–4 p) | F.C. Tokyo           |
| Kashima Antlers     | 3–2                | Kashiwa Reysol       |
| Yokohama F. Marinos | 2–1                | Sanfrecce Hiroshima  |

### Cuartos de final
| Equipo 1        | Resultado  | Equipo 2            |
| --------------- | ---------- | ------------------- |
| Júbilo Iwata    | 3–0        | Tokyo Verdy 1969    |
| Shimizu S-Pulse | 1–0 (t.s.) | JEF United Ichihara |
| Cerezo Osaka    | 3–2        | Vissel Kobe         |
| Kashima Antlers | 4–1        | Yokohama F. Marinos |

### Semifinales
| Equipo 1     | Resultado  | Equipo 2        |
| ------------ | ---------- | --------------- |
| Júbilo Iwata | 4–2        | Shimizu S-Pulse |
| Cerezo Osaka | 2–1 (t.s.) | Kashima Antlers |

### Final
| Equipo 1     | Resultado | Equipo 2     |
| ------------ | --------- | ------------ |
| Júbilo Iwata | 1–0       | Cerezo Osaka |

| 1 de enero de 2004, 14:00 (UTC+9) | Júbilo Iwata | 1:0 (0:0) | Cerezo Osaka | Estadio Nacional, Tokio                                        |                                                                |
|                                   | Gral 71'     | Reporte   |              | Asistencia: 51.167 espectadores Árbitro(s): Toshimitsu Yoshida | Asistencia: 51.167 espectadores Árbitro(s): Toshimitsu Yoshida |

|                                   |
| Bandera de Prefectura de Shizuoka |
| Campeón Júbilo Iwata 2.º título   |